# لارا بلدي
لارا بلدي (ولدت عام 1969 ببيروت، لبنان)، معروفة كمصورة مصرية ولبنانية الجنسية، أمينة المحفوظات وفنانة في العديد من المجلات. لقد تعلمت في باريس ولندن والآن تعيش في القاهرة. بلدي تقيم المعارض وتنشر أعمالها بالعالم. مجمل أعمالها تحتوي على تصوير، فيديو، التنسيق/التلصيق المرئي، التركيب، الإنشاءات المعمارية، السجاد المعلق، التماثيل، وحتى العطور.(الكثير من عملها يعكس «الاهتمام بالوضع الاجتماعي السياسي المثير للقلق بمصر»).

## العمل
إلتحقت كعضو في مؤسسة العرب للصورة عام 1997، والتي لأجلها تقوم بإدارة تحرير المجلة، إقامة المعارض، ومنشات الفنانين. أسست منشأة للفنانين باسم فنانين الرحال (الفنانين البدو) في الصحراء الليبية في عام 2006 وشاركت في العديد من ورش العمل والمؤتمرات حول العالم. تعرض أعمالها في معرض «بيت المدينة» للفن المعاصر بالقاهرة «وإيزابيل فان دين ايدن» بدبي. منحت بلدي زمالة المؤسسة اليابانية في 2003 للبحث الmanga and anime في طوكيو.
وفي بلادأخرى أيضا، فقد شاركت في برنامج فازل للإقامة في كراتشي، باكيستان 2010. إطلاعها على الحضارات المختلفة أثر على إستخدامها للصور المقدسة من العديد من الثقافات.

## الصورة-تـركيبها
في 2000، شاركت في الصحراء، وهو معرض جماعي بمؤسسة كارتييه في باريس مع ام الدنيا، وهي صورة ضخمة بفن الفسيفساء بمزيج من الألوان المشبعة. وبالرغم من طابع المداعبة الغالب على هذه القطعة وإستيحائها من ثقافة البوب إلا أنها تعد رمز للاكتشاف الإنجيلي لقصة الخليقة.
في 2007، مثلت بلدي عمل باسم«عدالة للأم»، والذي يصور القادة العرب للبلاد، وهي تعتبره جزء من سلسلة«التصوير الأنثروبولوجي»، والذي يقوم على تجميع سلسلة صور لحكي قصة ما. بلدي ترسم بإستيحاء من التقاليد الغربية والإسلامية أيضا، خالقة لاستطلاعات مرحة ورائعة عن التاريخ، الثقافة، والإنعاكاسات الشخصية.
صندوق الدنيا، هو تجميع لمئات الصور الدقيقة. اسم هذه القطعة الفنية يستعرض مسرح الشارع التقليدي للأطفال بالقاهرة. عرض عمل «صندوق الدنيا» في في «متحف الملكة للفنون» التابع للمعرض الجماعي «ترجمة» في 2009، وفي 2011 في دورة فينيسيا، في العرض الجماعي «عمالة بينيلوب: نسيج الكلمات والصور». على لسان النقاد «العمل يحتوي على نسخة ضخمة من تجميع صور فوتوغرافية مع صور منعكسة لبطلات العمل».

## التركيبات الفنية
تركيب فني مميز بعنوان«الفانوس السحري»، قد عرض في «البيت المدينة» بالقاهرة في 2003، هذا العمل يحتوي على نجمة بثمانية أسنان مصنوعة من الصلب—بما يقرب 23 قدم لقطرها—ومجموعة من صناديق الإنارة تحتوي على صور ذات ألوان مشبعة مصورة بأشعة الإكس راي لدمية تلد. هذه اللون من الفن يشرح سلسال الطبيعة البشرية عن طريق صور لدمية تنمو وتكبر حتى تلد الأخرى وهكذا. هذه النجمة مستوحاة من النجف المعلق بمسجد محمد علي بالقلعة بالقاهرة.
التركيب الفني روبا فيشيا، عرض في معرض "بيت المدينة" بالقاهرة عام 2006، وفي دورة الشارقة عام 2007، وفي الأرابسك عام 2009، وهو معرض للفن المعاصر العربي في المركز الكندي بواشنطون والذي وصف على إنه "مشكال عيار الإنسانية"،"والذي دمج صور من ثقافة البوب، وقامت بنثرها بإستمرارية متغيرة الهندسة، والتي من خلالها "ينغمس المشارك في بيئة ذات خلل نفسي والتي سرعان ما تتغير لصور تجذب المشاهد".
برج الأمل، هو مبنى متلاشي وتركيب مذهل، حاز على جائزة النيل الكبير في 2008/2009 بدورة القاهرة. التركيب الفني للبرج مستوحى من الأحياء الشعبية حول القاهرة. عملها في برج الأمل أنشا من خامات مشابهة للعشوائيات والذي سمح للجمهور بسماع الموسيقى تحت السماء Oper .هذا التركيب الفني ككل هو تحدي «لفترة رئاسة مبارك وناقش جهل الأمة بهذا المأزق الاجتماعي»، والذي رأته بلدي كعقبة ووصلت هذا عن طريق فكرة«صوت قنبلة على وشك الانفجار». وقد فوضت «كيف كاميرا» بعزف سيمفونية الحمار، برج الأمل كان محتوى الصوت، في الدورة الأولى «لكيف» في 2012.
فناجين القهوة، مثلت في معرض «ايزابيل فان دين ايندي» بدبي عام 2010 والذي صنف على انه مرح وجاذب للجمهور «لعالم التأمل والانعكاسات».

## التحرير
أثناء الثورة المصرية لعام 2011، بلدي اسست مبادرتين إعلاميين: راديو التحرير وسينما التحرير. هذان المشروعان كانوا مستوحيين من الثماني عشر يوم الذين أستغرقوا في عزل الرئيس مبارك.
راديو التحرير أسس حينما التقت البلدي بأناس شاركوها الفكر والمعتقدات، وبدأ بإستيراد المعدات اللازمة لإنشاء محطة راديو Pirate. فراديو التحرير كان محطة الراديو المحطة الإذاعية الأولى مجانا على الإنترنت في مصر.
سينما التحرير اسست عن طريق Mosireen، مبادرة إعلامية غير هادفة للربح. هذا المشروع كان هدفه الأول هو ان يكون منبر لعرض وحفظ فيديوهات عن وللثورة. السبب وراء سينما التحرير كان مستوحى من الفوضى العارمة للاحتجاج الثاني في التحرير:«كان الناس يصرخون ويصيحون في الميكروفونات على المسارح»، فعلى لسانها «كان هناك الكثير من المعلومات المنبثقة في كل الأرجاء ولكن بدون تركيز». فتدريبها كفنانة بصرية ساعدها على تنظيم، عرض، وتقسيم السجلات الخاصة بالثورة باستعمال هذه المنابر.
سينما التحرير انشأت في 14 يوليو، 2011. الحشد انذاك شاهد سينما التحرير كفيلم معروض على شاشة مصنوعة من الخشب والبلاستك بالشارع الرئيسي في ميدان التحرير. السجاد كان يحيط الشاشة ليتيح لبعض الحشد الجلوس وكان هناك ساحات للباقية الكبيرة من الحشد للوقوف ومشاهدة المشاهد المصورة. لارا بلدي صنعت مشاهد تحتوي فيديوهات اخذت على يد ناشطي الثورة. الجرأة كانت الطابع السائد في تجميع هذه المشاهد حتى وصلت لبعض الأحتجاجات الفردية المقامة بلندن. القدرة على مشاهدة وتجربة الصور والفيديوهات المأخوذة من قبل مواطنين مصريين كان بمثابة بغتة الكسر لنظام مبارك، فحينها كان التصوير ممنوع في كثير من المناطق المصرية. بلدي كتيت،" الناس في التحرير قاموا بتصوير هذه المشاهد لشعورهم بالمسئولية الاجتماعية لفعل ذلك، فالكاميرا أصبحت سلاحهم تجاه الدولة مستنكرة ما كان يحدث بها.

## العمل المستمر
حصلت بلدي على زمالة من معهد التكنولوجيا بماساتشوستس من خلال المعمل المفتوح للتسجيل، البحث، حفظ، وخلق transmedia للنشطاء بمشروع أطلق عليه«فوكس بوبيولاي» عام 2014/2015، لوضع احداث الثورة بأرشيف في العصر الرقمي. «فوكس بوبيولاي» هو تسجيل ذات الوسائل المتعددة والذي يحتوي على ارشيف من المقالات، صور وفيديوهات قامت بلدي بجمعها منذ 25 يناير 2011. تهتم بلدي بالحفاظ على الephemera وصور الثورة في التحرير. كتبت عن ذلك «معظم الصور للثماني عشرة أيام (من الاحتجاج) إضمحلت إلى بؤرة بلا أساس بفضل منهاج الpagerank التابع لجوجل، هل رؤية عالم جديد والذي اتيحت للناس فرصة الأمل به في ميدان التحرير سوف يموت مع موت توثيقاته الرقمية؟» هذا التعبير للطبيعة المتلاشية للعالم الرقمي هو محتوى عملها الآن

## معارض منفردة
- منظورات، معرض أرثر م.ساكلر، واشنطن، العاصمة، الأمم المتحدة الأمريكية 2015
- الأمل، معرض جامعة أبوظبي نيويورك، مدينة نيويورك، الأمم المتحدة الأمريكية 2011
- مذكرات المستقبل، معرض إيزابيل فان دين أيدن، دبي، الإمارات العربية المتحدة 2010
- سطح الوقت، المعرض الفني ب21، دبي، الإمارات العربية المتحدة 2008
- في إتجاه الضوء، 20 شاشة تقوم بالإنارة لمسافة واحد كيلومتر على شاطئ البحر في ليلة افتتاح الصورة الوسطى 2006
- مهرجان الشرق، مسرح كوبنهاجن العالمي، القاهرة، مصر
- روبا فيشيا، معرض بيت المدينة للفن الحديث، القاهرة، مصر

2004-6 كايرو لانز ميوزييت، فازتيرنور لاند، هارنو ساند، السويد، 6-2005 نيكولاي، مركز الفن المعاصر بكوبنهاجن، الدنمارك، 2005 متحف، بوري، فينلندا، 2005
- بلميوزييت، أوميا، السويد، 2004
- الفانوس السحري، معرض بيت المدينة للفن المعاصر، القاهرة، مصر 2002
- صندوق الدنيا 2001
- مهرجان النتاج، القاهرة، مصر
- أشكال الوان، بيروت، لبنان